# Camponotus fervidus
Camponotus fervidus är en myrart som beskrevs av Horace Donisthorpe 1943. Camponotus fervidus ingår i släktet hästmyror, och familjen myror. Inga underarter finns listade.